# Maître Michael

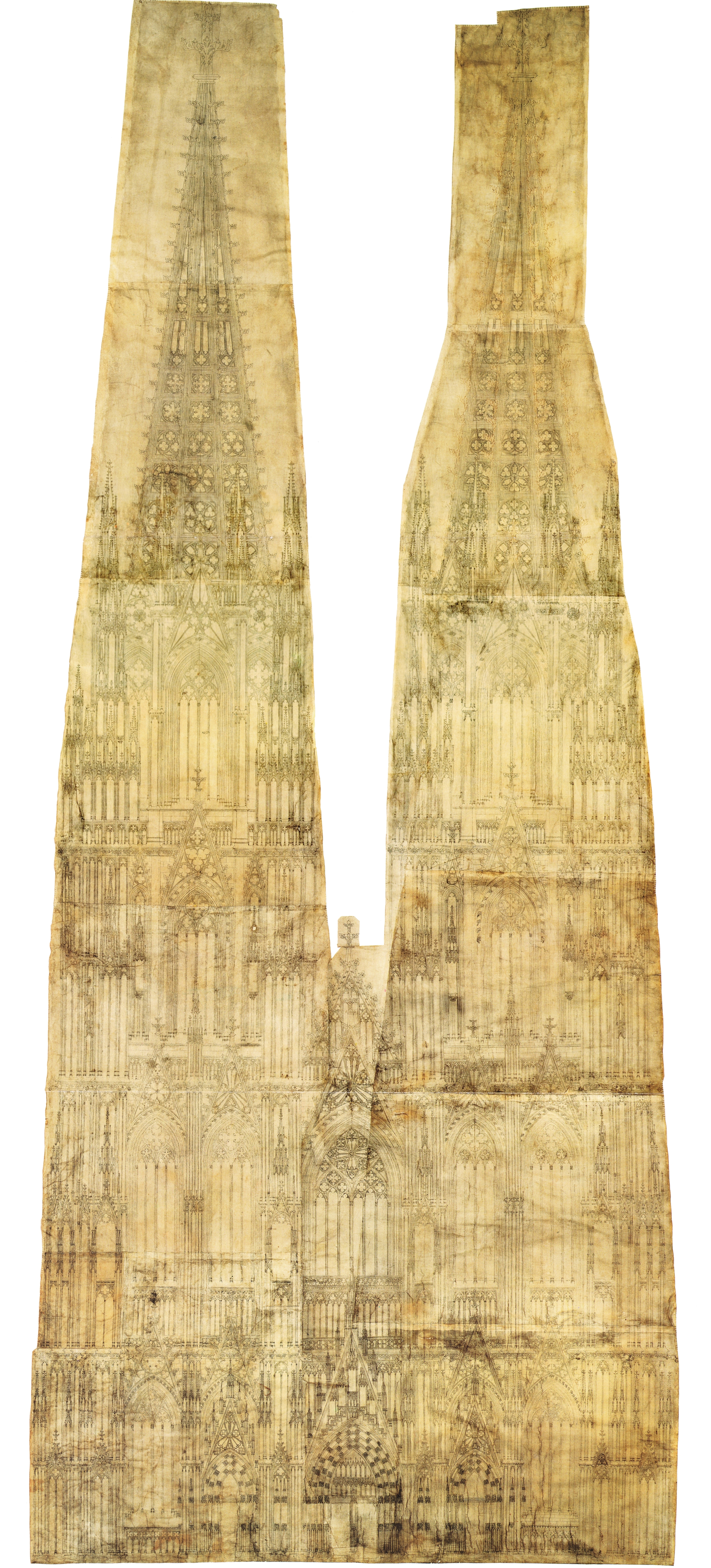
Le plan de façade F de 1370, par Maître Michael.

Maître Michael, Meister Michael, dit aussi Michael de Savoie, né vers 1320 et mort après 1387, est le sixième maître d'œuvre de la cathédrale de Cologne.
Il est mentionné comme magister fabricae ecclesiae Coloniensis (maître de chantier de l'église de Cologne) avec son épouse Druda à l'occasion d'un achat de maison dans un registre foncier de 1353. L'indication von Savoyen (de Savoie) n'est documentée que pour deux de ses enfants, mais peut en être déduite pour Maître Michael. Il entretient une relation étroite avec la famille Parler : son fils Michael de Colonia Renis est employé comme tailleur de pierre dans le bâtiment de la cathédrale de Prague entre 1373 et 1384 et a épousé une fille de Peter Parler. À l'inverse, Heinrich Parler le Jeune, est marié à Drutginis, une fille de Maître Michael. Un autre fils, Rotgher Micheelszoon van Colen, aussi sur le chantier de la cathédrale de Prague, est employé en 1369 à la Nikolaikirche et à l'église Notre-Dame de Kampen. Michael a une fille Lisa (1364) et un fils Peter (1365-1368) dont le parrain est Peter Parler.
Au XVe siècle, des descendants de Michael sont présents sur le chantier de l'église de l'abbaye de Salem, d'abord un Michael puis plus tard un Hans von Savoyen. Au milieu du XVIe siècle, Kaspar et Hans Saphoy de Salem sont les maîtres d'œuvre de la Cathédrale Saint-Étienne de Vienne. Une clé de voûte sculptée en 1481 à l'église de Salem représente Hans von Savoyen, les armoiries de sa famille ainsi que la marque caractéristique en équerre des Parler, ce qui témoigne qu'à l'époque les deux familles étaient considérées comme étroitement liées.
Michael est le créateur de la façade ouest de la cathédrale de Cologne telle que nous la connaissons aujourd'hui. Le jeune archevêque Frédéric III de Sarrewerden lui a demandé de développer un nouveau plan de façade, grand et imposant, dont le format devait aller bien au-delà du plan déjà dessiné par Peter Parler vers 1350. Michael établit en 1370 le plan de façade F, qui est l'un des plans médiévaux les plus célèbres. Le projet de construction est si ambitieux qu'il faut attendre le XIXe siècle pour en venir à bout. Une pièce de monnaie découverte dans la fosse d'excavation de la tour sud montre que c'est sous la direction de Michael que la fondation de la tour sud-ouest est achevée vers 1360, et que la construction des murs a commencé. Le portail sud Saint-Pierre avec ses figures d'archivolte est achevé vers 1375, et le hall inférieur de la tour est terminé en 1389 au plus tard.
Son successeur à la tête du chantier est Jakob von Metz.